# Збірна Воллісу і Футуни з футболу
Збі́рна Воллісу і Футуни з футбо́лу — національна футбольна команда Воллісу і Футуни, якою керує Футбольна асоціація Воллісу і Футуни. Волліс і Футуна не входить до ФІФА та ОФК і, відповідно, не може брати участь в розіграшах Чемпіонату світу та Кубку націй. Збірна Воллісу і Футуни зіграла двадцять міжнародних матчів, все в рамках Тихоокеанських ігор між 1966 і 1995 роками, і здобула чотири перемоги і шістнадцять поразок.

## Тихоокеанські ігри
- 1963 — не брала участь
- 1966 — груповий етап
- з 1969 по 1975 — не брала участь
- 1979 — чвертьфінал
- 1983 — чвертьфінал
- 1987 — груповий етап
- 1991 — груповий етап
- 1995 — груповий етап
- з 2003 по 2011 — не брала участь